# 제퍼슨/USC역
제퍼슨/USC역(Jefferson/USC Station)은 로스앤젤레스 군 광역철도의 엑스포선역 중 하나이다. 로스앤젤레스의 인근 유니버시티 파크의 재퍼슨 대로(Jefferson Boulevard)와 플라워 가(Flower Street)에 위치하고 있다.

## 운행

### 열차 운행 정보
엑스포 선 운행 시간은 매일 약 오전 4시부터 12시 30분까지이다. 메트로 레일은 2012년 4월 28일에 개통되었고, 정기 운행은 2012년 4월 30일 월요일에 재개되었다.
2028년 하계 올림픽 기간 동안, 이 역은 엑스포 파크는 물론 USC 캠퍼스에 위치한 행사장을 오가는 사람들이 많이 이용하게 된다.

## 역 구조
| 승강장 | 상대식 승강장, 오른쪽 출입문이 열림 | 상대식 승강장, 오른쪽 출입문이 열림                                                            |
| 승강장 | 엑스포선                            | ← 엑스포 파크/USC 역 Expo Park/USC Station ← 다운타운 샌타모니카 행 (종착점행)                 |
| 승강장 | 엑스포선                            | → LATTC/오소 인스티튜트 역 LATTC/Ortho Institute Station → 7th 스트리트/메트로센터 행 (기점행) |
| 승강장 | 상대식 승강장, 오른쪽 출입문이 열림 |                                                                                                |

제퍼슨/USC 역은 플라워 가(Flower Street) 동쪽을 따라 위치해 있으며, 제퍼슨 대로 바로 북쪽에 있는 110번 고속도로에 인접해 있다. 역 출구는 제퍼슨/플라워 북쪽에 있다.

### 역세권
이 역은 다음 명소에서 도보 거리에 위치한다.
- USC 본교 캠퍼스
- 게일런 센터(Galen Center)
- 슈라인 오디토리엄(Shrine Auditorium)
- 유니버시티 빌리지(University Village)
- USC 빌리지

이 역의 예술작품은 새뮤얼 로드리게스(Samuel Rodriguez)가 만들었다. 제목이 정해지지 않은 설치물은 "건물 정면 조각, 빈티지 철도 차량, 사실적으로 표현된 인물, 가상의 인물을 포함한 시각적 묘사"를 만들어낸다.